# Naima Bakkal
Naima Bakkal (sinh ngày 28 tháng 8 năm 1990) là một vận động viên taekwondo người Maroc.
Cô đại diện cho Morocco tại Thế vận hội mùa hè 2016 ở Rio de Janeiro, ở hạng cân 57 kg nữ.